# Matthias Schloo
Matthias Schloo (* 6. April 1977 in Hamburg) ist ein deutscher Schauspieler.

## Leben
Matthias Schloo wuchs im niedersächsischen Schneverdingen auf und spielte bereits als Schüler am Schultheater der Kooperativen Gesamtschule Schneverdingen. Nach seiner Ausbildung an der Schauspielschule des Bremer Ernst-Waldau-Theaters erhielt Schloo 1995 eine erste Rolle in der ZDF-Seifenoper Jede Menge Leben. In Matti Geschonnecks Fernsehspiel Der Schrei der Liebe spielte Schloo 1996 neben Eva Mattes und Jürgen Prochnow. Für seine Darstellung des Strichers Yannis wurde er 1997 für den Telestar als bester Nachwuchsschauspieler nominiert. Es folgten weitere Hauptrollen in Unterhaltungsserien wie Berengar Pfahls Tanja oder der Titelrolle in der NDR-Vorabendserie Bronski und Bernstein.
Von 2002 bis 2003 spielte Matthias Schloo den Alex in der ARD-Serie Berlin, Berlin, die 2004 mit dem Deutschen Fernsehpreis und einem Emmy ausgezeichnet wurde.
2008 drehte er erneut an der Seite von Senta Berger (erstmals in Liebe und weitere Katastrophen) als Freund von Anja Kling in dem ZDF-Film Mama kommt!.
Seit 2009 spielt er Mattes Seeler in der ZDF-Serie Notruf Hafenkante.
Matthias Schloo lebt mit seiner Frau Lexa und zwei Söhnen (* 2009 und * 2012) in Hamburg.

## Filmografie (Auswahl)
- 1996: Der Schrei der Liebe
- 1996: Liebe und weitere Katastrophen
- 1997: Alphateam – Die Lebensretter im OP (15 Folgen)
- 1997–1999: Tanja (28 Episoden)
- 1998: First Love – Die große Liebe (Fernsehreihe, 1 Episode)
- 1999: Think Positive
- 2000: Die Traumprinzen
- 2000: Dinner with the Devils
- 2001: Bronski und Bernstein (11 Episoden)
- 2001: Die Wache
- 2001: Rosamunde Pilcher – Wind über dem Fluss
- 2002–2003: Berlin, Berlin (40 Episoden)
- 2003: Alarm für Cobra 11 – Einsatz für Team 2 – Tödliche Träume
- 2003: Der Fürst und das Mädchen (3 Episoden)
- 2004: Eis im Bauch
- 2004: Bei hübschen Frauen sind alle Tricks erlaubt
- 2004: Vier Meerjungfrauen
- 2005: Floridaträume
- 2005: Alarm für Cobra 11 – Die Autobahnpolizei – Auf der Jagd
- 2005: Liebes Leid und Lust
- 2006: Kaltmiete
- 2006: In aller Freundschaft – Neuanfang
- 2006: Rosamunde Pilcher – Sommer des Erwachens
- 2006: Zodiak – Der Horoskop-Mörder
- 2006: Vier Meerjungfrauen – Liebe à la carte
- 2006: Molly & Mops
- 2007: Eine stürmische Bescherung
- 2007: Der Dicke (Staffel 2, Folgen 1–6)
- 2007: Rosamunde Pilcher – Der Mann meiner Träume
- 2007: Gottes Alltag
- 2007: SOKO Wismar – Am helllichten Tag
- 2007: Im Tal der wilden Rosen – Liebe im Schatten des Zweifels
- 2008: SOKO Leipzig – Das nette Mädchen
- 2008: Ein Herz aus Schokolade
- 2008: Zwei Herzen und zwölf Pfoten (Fernsehserie, 1 Folge)
- seit 2009: Notruf Hafenkante
- 2009: SOKO Leipzig – Das nette Mädchen
- 2009: Das Traumschiff – Papua-Neuguinea
- 2009: Mama kommt!
- 2010: Küss Dich Reich
- 2010: Traum aus Schokolade
- 2011: Der letzte Bulle – Folge: Mord auf Seite 1
- 2011: Der Duft von Holunder
- 2012: Utta Danella – Prager Geheimnis
- 2012: Die Männer der Emden
- 2013: Der Landarzt – Amtshilfe
- 2013: Lilly Schönauer – Weiberhaushalt
- 2013: SOKO – Der Prozess (5 Episoden)
- 2014: Küstenwache – Die letzte Prüfung
- 2014: In aller Freundschaft – Anschuldigungen
- 2014: Dora Heldt: Herzlichen Glückwunsch, Sie haben gewonnen!
- 2018: Tatort: Déjà-vu
- 2019: SOKO Köln – Liebesengel
- 2019: Beste Schwestern (3 Episoden)
- 2019: Ein Sommer an der Algarve
- 2020: In aller Freundschaft – Nach dem Spiel ist vor dem Spiel
- 2020: SOKO Leipzig – Kenny
- 2022: SOKO Hamburg – Schlagzeile Mord
- 2024: Morden im Norden – Merli
- 2024: SOKO Wismar – Zu den Sternen